# Municipio Berriozábal
Koordinaten: 16° 48′ N, 93° 16′ W
Berriozábal ist ein Municipio im mexikanischen Bundesstaat Chiapas. Es hat etwa 43.000 Einwohner und eine Oberfläche von 353,2 km². Verwaltungssitz und größter Ort des Municipios ist die gleichnamige Stadt Berriozábal.
Der Name ist dem Liberalisten Felipe Berriozábal gewidmet. Das Municipio ist Teil der Zona Metropolitana de Tuxtla Gutiérrez.

## Geographie
Das Municipio Berriozábal liegt im mittleren Westen des mexikanischen Bundesstaats Chiapas auf Höhen zwischen 100 m und 1300 m. Es zählt zur Gänze zur physiographischen Provinz der Sierra Madre de Chiapas und liegt gänzlich in der hydrologischen Region Grijalva-Usumacinta. Die Geologie des Municipios wird zu 51 % von Kalkstein-Lutit bestimmt bei 25 % Sandstein-Lutit und 24 % Kalkstein; vorherrschende Bodentypen sind Leptosol (38 %), Alisol (24 %) und Luvisol (18 %). Etwa 52 % der Gemeindefläche sind bewaldet, 33 % dienen als Weideland und 13 % dem Ackerbau.
Das Municipio Berriozábal grenzt an die Gemeinden Tecpatán, Copainalá, Tuxtla Gutiérrez, San Fernando und Ocozocoautla de Espinosa.

## Bevölkerung
Beim Zensus 2010 wurden im Municipio 43.179 Menschen in 9.242 Wohneinheiten gezählt. Davon wurden 1.590  Personen als Sprecher einer indigenen Sprache registriert, davon 1.257 Sprecher des Tzotzil. Etwa 17 Prozent der Bevölkerung waren Analphabeten. 15.565 Einwohner wurden als Erwerbspersonen registriert, wovon knapp 77 % Männer bzw. 2,3 % arbeitslos waren. Gut 29 % der Bevölkerung lebten in extremer Armut.

## Orte
Das Municipio Berriozábal umfasst 306 bewohnte localidades, von denen nur der Hauptort vom INEGI als urban klassifiziert ist. Vier der Orte wiesen beim Zensus 2010 eine Einwohnerzahl von über 1000 auf, 275 Orte hatten weniger als 100 Einwohner. Die größten Orte sind:
| Ort                   | Einwohner |
| Berriozábal           | 28.128    |
| Santa Inés Buenavista | 01.559    |
| Ignacio Zaragoza      | 01.354    |
| Las Maravillas        | 01.339    |
| Ciudad Maya           | 00.715    |